# Liste de planètes mineures nommées d'après une personne
 (juin 2015).
Le contenu est difficilement compréhensible vu les erreurs de traduction, qui sont peut-être dues à l'utilisation d'un logiciel de traduction automatique.
Cet article dresse une liste de planètes mineures nommées d'après une personne, que cette personne soit réelle ou fictive.

## Science

### Astronomes

#### Amateurs
- (340) Eduarda (Heinrich Eduard von Lade, allemand)
- (792) Metcalfia (Joel Hastings Metcalf, américain)
- (828) Lindemannia (Adolph Friedrich Lindemann, germano-britannique)
- (1906) Naef (Robert A. Naef, suisse)
- (2602) Moore (Sir Patrick Moore, britannique)
- (4143) Huziak (Richard Huziak, canadien)
- (9121) Stefanovalentini (Stefano Valentini, italien)
- (12787) Abetadashi (Tadashi Abe, japonais)
- (13624) Abeosamu (Osamu Abe, japonais)
- (16217) Peterbroughton (Peter Broughton, canadien)
- (24898) Alanholmes (Alan W. Holmes, américain)
- (29483) Boeker (Karolin Kleemann-Boeker et Andreas Boeker, allemand)
- (37729) Akiratakao (Akira Takao, japonais)
- (49109) Agnesraab (Agnes Raab, autrichien)
- (60406) Albertosuci (Alberto Suci, italien)
- (67979) Michelory (Michel Ory, suisse)
- (103422) Laurisirén (Lauri Sirén, finlandais)
- (117032) Davidlane (David Lane, canadien)
- (144907) Whitehorne (Mary Lou Whitehorne, canadien)
- (161693) Attilladanko (Attilla Danko, canadien)
- (171153) Allanrahill (Allan Rahill, canadien)
- (260235) Attwood (Randy Attwood, canadien)

#### Professionnels
- (107) Camille (Camille Flammarion ; également Camille, reine mythologique Volsque)
- (162) Laurentia (Joseph Jean Pierre Laurent)
- (238) Hypatia (Hypatia)
- (281) Lucretia (Caroline Lucretia Herschel)
- (339) Dorothea (Dorothea Klumpke)
- (349) Dembowska (Ercole Dembowski)
- (366) Vincentina (Vincenzo Cerulli)
- (511) Davida (David Peck Todd)
- (676) Melitta (Philibert Jacques Melotte)
- (729) Watsonia (James Craig Watson)
- (761) Brendelia (Martin Brendel)
- (767) Bondia (William Cranch Bond et George Phillips Bond)
- (768) Struveana (Otto Wilhelm von Struve, Friedrich Georg Wilhelm von Struve et Karl Hermann Struve)
- (784) Pickeringia (Edward Charles Pickering et William Henry Pickering)
- (786) Bredichina (Fiodor Aleksandrovitch Bredikhine)
- (806) Gyldenia (Hugo Gyldén)
- (818) Kapteynia (Jacobus Kapteyn)
- (819) Barnardiana (Edward Emerson Barnard)
- (827) Wolfiana (Max Wolf)
- (834) Burnhamia (Sherburne Wesley Burnham)
- (854) Frostia (Edwin Brant Frost)
- (855) Newcombia (Simon Newcomb)
- (856) Backlunda (Oskar Backlund)
- (857) Glasenappia (Sergueï de Glasenapp)
- (872) Holda (Edward S. Holden)
- (892) Seeligeria (Hugo von Seeliger)
- (914) Palisana (Johann Palisa)
- (993) Moultona (Forest Ray Moulton)
- (995) Sternberga (Pavel Shternberg)
- (999) Zachia (Franz Xaver, Baron von Zach)
- (1000) Piazzia (Giuseppe Piazzi, découvreur de l'astéroïde (1) Cérès)
- (1002) Olbersia (Heinrich Wilhelm Matthäus Olbers)
- (1004) Belopolskya (Aristarkh Belopolsky)
- (1021) Flammario (Camille Flammarion)
- (1024) Hale (George Ellery Hale)
- (1040) Klumpkea (Dorothea Klumpke)
- (1111) Reinmuthia (Karl Wilhelm Reinmuth)
- (1120) Cannonia (Annie Jump Cannon)
- (1123) Shapleya (Harlow Shapley)
- (1129) Neujmina (Grigory Neujmin)
- (1134) Kepler (Johannes Kepler)
- (1186) Turnera (Herbert Hall Turner)
- (1215) Boyer (Louis Boyer)
- (1239) Queteleta (Adolphe Quetelet)
- (1241) Dysona (Sir Frank Watson Dyson)
- (1303) Luthera (Karl Theodor Robert Luther)
- (1412) Lagrula (Joanny-Philippe Lagrula)
- (1455) Mitchella (Maria Mitchell)
- (1501) Baade (Walter Baade)
- (1510) Charlois (Auguste Charlois)
- (1529) Oterma (Liisi Oterma)
- (1539) Borrelly (Alphonse Louis Nicolas Borrelly)
- (1551) Argelander (Friedrich Wilhelm Argelander)
- (1573) Väisälä (Yrjö Väisälä)
- (1578) Kirkwood (Daniel Kirkwood)
- (1591) Baize (Paul Baize)
- (1594) Danjon (André Danjon)
- (1600) Vyssotsky (Emma T. R. Williams Vyssotsky)
- (1601) Patry (André Patry)
- (1614) Goldschmidt (Hermann Mayer Salomon Goldschmidt)
- (1622) Chacornac (Jean Chacornac)
- (1637) Swings (Pol Swings)
- (1642) Hill (George William Hill)
- (1655) Comas Solá (Josep Comas Solá)
- (1686) De Sitter (Willem de Sitter)
- (1677) Tycho Brahe (Tycho Brahe)
- (1691) Oort (Jan Oort)
- (1693) Hertzsprung (Ejnar Hertzsprung)
- (1714) Sy (Frédéric Sy)
- (1741) Giclas (Henry Lee Giclas)
- (1743) Schmidt (Bernhard Schmidt)
- (1745) Ferguson (James Ferguson)
- (1761) Edmondson (Frank K. Edmondson)
- (1766) Slipher (V. M. Slipher et E. C. Slipher)
- (1776) Kuiper (Gerard Kuiper)
- (1778) Alfvén (Hannes Olof Gösta Alfvén)
- (1780) Kippes (Otto Kippes)
- (1803) Zwicky (Fritz Zwicky)
- (1830) Pogson (Norman Robert Pogson)
- (1831) Nicholson (Seth Barnes Nicholson)
- (1832) Mrkos (Antonín Mrkos)
- (1846) Bengt (Bengt Strömgren)
- (1850) Kohoutek (Luboš Kohoutek)
- (1877) Marsden (Brian G. Marsden)
- (1886) Lowell (Percival Lowell)
- (1896) Beer (Wilhelm Beer)
- (1913) Sekanina (Zdeněk Sekanina)
- (1940) Whipple (Fred Lawrence Whipple)
- (1965) van de Kamp (Peter van de Kamp)
- (1983) Bok (Bart Bok)
- (1995) Hajek (Tadeáš Hájek)
- (1998) Titius (Johann Daniel Titius)
- (1999) Hirayama (Kiyotsugu Hirayama)
- (2000) Herschel (William Herschel)
- (2003) Harding (Karl Ludwig Harding)
- (2005) Hencke (Karl Ludwig Hencke)
- (2012) Guo Shou-Jing (Guo Shoujing)
- (2018) Schuster (Hans-Emil Schuster)
- (2069) Hubble (Edwin Hubble)
- (2074) Shoemaker (Eugene Shoemaker)
- (2097) Galle (Johann Gottfried Galle)
- (2099) Öpik (Ernst Julius Öpik)
- (2126) Gerasimovich (Boris Gerasimovich)
- (2136) Jugta (Jay U. Gunter)
- (2165) Young (Charles Augustus Young)
- (2198) Ceplecha (Zdeněk Ceplecha)
- (2227) Otto Struve (Otto Struve)
- (2234) Schmadel (Lutz D. Schmadel)
- (2281) Biela (Wilhelm von Biela)
- (2308) Schilt (Jan Schilt)
- (2325) Chernykh (Lyudmila Ivanovna Chernykh et Nikolai Stepanovich Chernykh)
- (2383) Bradley (James Bradley)
- (2439) Ulugbek (Ulugh Beg)
- (2635) Huggins (William Huggins)
- (2646) Abetti (Antonio Abetti et Giorgio Abetti)
- (2688) Halley (Edmond Halley)
- (2709) Sagan (Carl Sagan)
- (2751) Campbell (William Wallace Campbell)
- (2772) Dugan (Raymond Smith Dugan)
- (2780) Monnig (Oscar Monnig)
- (2801) Huygens (Christiaan Huygens)
- (2813) Zappalà (Vincenzo Zappalà)
- (2842) Unsöld (Albrecht Unsöld)
- (2849) Shklovskij (Iosif Shklovsky)
- (2874) Jim Young (James Whitney Young)
- (2875) Lagerkvist (Claes-Ingvar Lagerkvist)
- (2897) Ole Römer (Ole Rømer)
- (2900) Luboš Perek (Luboš Perek)
- (2917) Sawyer Hogg (Helen Battles Sawyer Hogg)
- (2996) Bowman (Fred N. Bowman)
- (3070) Aitken (Robert Grant Aitken)
- (3078) Horrocks (Jeremiah Horrocks)
- (3095) Omarkhayyam (Omar Khayyám)
- (3115) Baily (Francis Baily)
- (3116) Goodricke (John Goodricke)
- (3123) Dunham (David Waring Dunham)
- (3169) Ostro (Steven J. Ostro)
- (3174) Alcock (George Alcock)
- (3216) Harrington (Robert Sutton Harrington)
- (3236) Strand (Kaj Aage Gunnar Strand)
- (3255) Tholen (David J. Tholen)
- (3267) Glo (Eleanor "Glo" Helin)
- (3277) Aaronson (Marc Aaronson)
- (3282) Spencer Jones (Harold Spencer Jones)
- (3299) Hall (Asaph Hall)
- (3337) Miloš (Miloš Tichý)
- (3449) Abell (George Abell)
- (3467) Bernheim (Robert Burnham, Jr.)
- (3487) Edgeworth (Kenneth Edgeworth)
- (3549) Hapke (Bruce William Hapke)
- (3594) Scotti (James V. Scotti)
- (3673) Levy (David H. Levy)
- (3722) Urata (Takeshi Urata)
- (3808) Tempel (Ernst Wilhelm Leberecht Tempel)
- (3847) Šindel (Jan Šindel)
- (3866) Langley (Samuel Pierpont Langley)
- (3936) Elst (Eric Walter Elst)
- (3962) Valyaev (Tamara Mikhaylovna Smirnova)
- (3999) Aristarchus (Aristarque de Samos)
- (4000) Hipparque (Hipparque)
- (4001) Ptolémée (Ptolémée)
- (4037) Ikeya (Kaoru Ikeya)
- (4062) Schiaparelli (Giovanni Schiaparelli)
- (4169) Celsius (Anders Celsius)
- (4279) De Gasparis (Annibale De Gasparis)
- (4364) Shkodrov (Vladimir Georgiev Shkodrov)
- (4549) Burkhardt (Gernot Burkhardt)
- (4567) Bečvář (Antonín Bečvář)
- (4587) Rees (Martin Rees, baron de Ludlow)
- (4593) Reipurth (Bo Reipurth, astronome danois)
- (4790) Petrpravec (Petr Pravec)
- (4866) Badillo (Fr. Victor L. Badillo, astronome jésuite et ancien directeur de l'observatoire de Manille)
- (5080) Oja (Tarmo Oja)
- (5704) Schumacher (Heinrich Christian Schumacher)
- (5035) Swift (Lewis Swift)
- (5036) Tuttle (Horace Parnell Tuttle)
- (5040) Rabinowitz (David L. Rabinowitz)
- (5088) Tancredi (Gonzalo Tancredi)
- (5392) Parker (Donald C. Parker)
- (5430) Luu (Jane Luu)
- (5443) Encrenaz (Thérèse Encrenaz)
- (5519) Lellouch (Emmanuel Lellouch)
- (5596) Morbidelli (Alessandro Morbidelli)
- (5655) Barney (Ida Barney)
- (5726) Rubin (Vera Rubin)
- (5757) Tichá (Jana Tichá)
- (5943) Lovi (George Lovi, astronomical columnist et planetarium educator)
- (6006) Anaximandre (Anaximandre)
- (6075) Zajtsev (Alexander L. Zaitsev)
- (6076) Plavec (Miroslav Plavec (cs))
- (6373) Stern (Alan Stern)
- (6391) Africano (John L. Africano)
- (6398) Timhunter (Tim Hunter)
- (6434) Jewitt (David Jewitt)
- (6696) Eubanks (Marshall Eubanks)
- (6779) Perrine (Charles Dillon Perrine)
- (7086) Bopp (Thomas Bopp)
- (7291) Hyakutake (Yuji Hyakutake)
- (7359) Messier (Charles Messier)
- (7456) Doressoundiram (Alain Doressoundiram)
- (7740) Petit (Jean-Marc Petit)
- (7948) Whitaker (Ewen A. Whitaker)
- (8216) Melosh (H. Jay Melosh)
- (8391) Kring (David A. Kring)
- (8408) Strom (Robert G. Strom)
- (8558) Hack (Margherita Hack)
- (8690) Swindle (Timothy D. Swindle)
- (8785) Boltwood (Paul Boltwood)
- (9122) Hunten (Donald M. Hunten)
- (9133) d'Arrest (Heinrich Louis d'Arrest)
- (9134) Encke (Johann Franz Encke)
- (9207) Petersmith (Peter H. Smith)
- (9494) Donici (Nicolae Donici, astronome roumain)
- (10633) Akimasa (Akimasa Nakamura, astronome japonais)
- (10950) Albertjansen (Albert Jansen, astronome allemand)
- (11156) Al-Khwarismi (Muḥammad ibn Mūsā al-Khwārizmī, astronome perse)
- (11577) Einasto (Jaan Einasto)
- (11695) Mattei (Janet Akyüz Mattei, astronome turco-américain)
- (11714) Mikebrown (Michael E. Brown)
- (11755) Paczynski (Bohdan Paczyński, astronome polonais)
- (11762) Vogel (Hermann Carl Vogel)
- (12101) Trujillo (Chadwick A. Trujillo)
- (12742) Delisle (Joseph-Nicolas Delisle)
- (14124) Kamil (Kamil Hornoch)
- (14120) Espenak (Fred Espenak)
- (14322) Shakura (Nikolai Ivanovich Shakura)
- (14335) Alexosipov et (152217) Akosipov (Alexandr Kuzmich Osipov, astronome russo-ukrainien)
- (15395) Rükl (Antonín Rükl)
- (15420) Aedouglass (Andrew Ellicott Douglass, astronome américain)
- (15467) Aflorsch (Alphonse Florsch, astronome français)
- (15955) Johannesgmunden (John of Gmunden)
- (16682) Donati (Giovanni Battista Donati)
- (17898) Scottsheppard (Scott S. Sheppard)
- (18150) Lopez-Moreno (José Juan López Moreno, astronome espagnol)
- (19139) Apian (Petrus Apianus)
- (24988) Alainmilsztajn (Alain Milsztajn, astronome français)
- (36445) Smalley (Kyle E. Smalley)
- (57658) Nilrem) (Jean-Claude Merlin, français)
- (68730) Straizys (Vytautas Straižys, astronome lituanien, fondateur du système photométrique de Vilnius)
- (72021) Yisunji (Yi, Sunji, astronome coréen du XVe siècle)
- (92893) Michaelperson (Michael Person, astronome américain)
- (95593) Azusienis (Algimantas Ažusienis, astronome lituanien)
- (99503) Leewonchul (Lee, Wonchul, astronome coréen)
- (106817) Yubangtaek (Yu, Bangtaek, astronome coréen du XIIIe siècle)
- (116166) Andrémaeder (André Maeder)
- (125076) Michelmayor (Michel Mayor)
- (165347) Philplait (Phil Plait, astronome américain)
- (177415) Queloz (Didier Queloz, astrophysicien suisse)
- (211613) Christophelovis (Christophe Lovis, astrophysicien suisse)
- (234750) Amymainzer (Amy Mainzer, astronome américain)
- (260906) Robichon (Noël Robichon, astronome français)

#### Directeurs de planétarium
- (4897) Tomhamilton (Thomas William Hamilton, astronome et directeur de planétarium américain)
- (9108) Toruyusa (Toru Yusa, directeur de planétarium et chasseur de comète japonais)
- (13123) Tyson (Neil deGrasse Tyson, astronome et directeur de planétarium américain)
- (17601) Sheldonschafer (Sheldon Schafer, professeur d'astronomie et directeur du Riverview Museum Planetarium, Peoria (Illinois)

#### Proches d'astronomes
- (42) Isis (Elizabeth Isis Pogson, fille de l'astronome Norman Robert Pogson ; aussi Isis reine et déesse de l'Égypte antique)
- (87) Sylvia (Sylvie Petiaux-Hugo Flammarion, épouse de l'astronome Camille Flammarion ; aussi Rhea Sylvia, mère mythique des jumeaux Romulus et Remus)
- (153) Hilda (Hilda von Oppolzer, fille de l'astronome Theodor von Oppolzer)
- (154) Bertha (Berthe Martin-Flammarion, sœur de l'astronome Camille Flammarion)
- (1280) Baillauda (Jules Baillaud, fils de l'astronome Benjamin Baillaud)
- (1563) Noël (Emanuel Arend, fils de l'astronome Sylvain Julien Victor Arend)
- (3664) Anneres (Anna Theresia ("Anneres") Schmadel, épouse de l'astronome Lutz D. Schmadel)
- (68109) Naomipasachoff (Naomi Pasachoff, écrivain et professeur scientifique, épouse de l'astronome Jay Pasachoff du Williams College (5100) Pasachoff)

### Biologistes
- (2496) Fernandus (Fernandus Payne, zoologue)
- (2766) Leeuwenhoek (Antoni van Leeuwenhoek, précurseur de la biologie cellulaire)
- (8357) O'Connor (J. Dennis O'Connor, biologiste et prévôt au Smithsonian Institution)
- (9364) Clusius (Carolus Clusius, botaniste)
- (15565) Benjaminsteele (Benjamin Steele, biologiste)

### Cartographes
- (4798) Mercator (Gerardus Mercator)
- (19139) Apian (Peter Apian)

### Chimistes
- (1449) Virtanen (Artturi Ilmari Virtanen)
- (3069) Heyrovský (Jaroslav Heyrovský)
- (3676) Hahn (Otto Hahn), « père de la chimie nucléaire »
- (3899) Wichterle (Otto Wichterle)
- (4564) Clayton (Robert Clayton)
- (4716) Urey (Harold Urey)
- (5697) Arrhenius (Svante Arrhenius)
- (6032) Nobel (Alfred Nobel)
- (6826) Lavoisier (Antoine Lavoisier)
- (9680) Molina (Mario Molina)
- (12292) Dalton (John Dalton)
- (32270) Inokuchihiroo (Hiroo Inokuchi)

### Informaticiens et programmeurs
- (9121) Stefanovalentini (Stefano Valentini)
- (9793) Torvalds (Linus Torvalds)
- (9882) Stallman (Richard M. Stallman)
- (21656) Knuth (Donald Knuth)
- (132718) Kemény (John George Kemeny)
- (117329) Spencer (Henry Spencer)

### Mathématiciens
- (187) Lamberta (Johann Heinrich Lambert)
- (843) Nicolaia (Thorvald Nicolai Thiele)
- (1001) Gaussia (Carl Friedrich Gauss)
- (1005) Arago (François Arago)
- (1006) Lagrangea (Joseph Louis Lagrange)
- (1552) Bessel (Friedrich Bessel)
- (1858) Lobachevskij (Nikolaï Ivanovitch Lobatchevski)
- (1859) Kovalevskaya (Sofia Kovalevskaya)
- (1888) Zu Chong-Zhi (Zu Chongzhi)
- (1996) Adams (John Couch Adams)
- (1997) Leverrier (Urbain Le Verrier)
- (2002) Euler (Leonhard Euler)
- (2010) Chebyshev (Pafnouti Tchebychev)
- (2587) Gardner (Martin Gardner)
- (3251) Ératosthène (Ératosthène)
- (3600) Archimède (Archimède)
- (4283) Stöffler (Johannes Stöffler)
- (4354) Euclide (Euclide)
- (4628) Laplace (Pierre-Simon Laplace)
- (5956) d'Alembert (Jean le Rond d'Alembert)
- (6765) Fibonacci (Léonard de Pise)
- (6143) Pythagore (Pythagore)
- (9689) Freudenthal (Hans Freudenthal)
- (9936) Al-Biruni (Abū Rayḥān al-Bīrūnī, mathématicien persan)
- (9999) Wiles (Andrew Wiles)
- (11156) Al-Khwarismi (Muḥammad ibn Mūsā al-Khwārizmī, mathématicien persan)
- (12493) Minkowski (Hermann Minkowski)
- (14100) Weierstrass (Karl Weierstrass)
- (16765) Agnesi (Maria Gaetana Agnesi)
- (16856) Banach (Stefan Banach)
- (19139) Apian (Peter Apian)
- (27500) Mandelbrot (Benoît Mandelbrot)
- (27947) Emilemathieu (Émile Léonard Mathieu)
- (28516) Möbius (August Ferdinand Möbius)
- (29552) Chern (Shiing-Shen Chern)
- (38237) Roche (Édouard Roche)
- (50033) Perelman (Grigori Perelman)

### Physiciens
- (697) Galilea (Galilée)
- (837) Schwarzschilda (Karl Schwarzschild)
- (1069) Planckia (Max Planck)
- (1565) Lemaître (Georges Lemaître)
- (1979) Sakharov (Andrei Sakharov)
- (2001) Einstein (Albert Einstein)
- (2244) Tesla (Nikola Tesla)
- (2352) Kurchatov (Igor Kourtchatov)
- (3069) Heyrovský (Jaroslav Heyrovský)
- (3581) Alvarez (Luis Alvarez)
- (3905) Doppler (Christian Doppler)
- (3949) Mach (Ernst Mach)
- (4065) Meinel (Aden Meinel)
- (4530) Smoluchowski (Roman Smoluchowski, physicien et astrophysicien d'origine polonaise)
- (5103) Diviš (Prokop Václav Diviš)
- (5224) Abbe (Ernst Abbe)
- (5668) Foucault (Léon Foucault)
- (6999) Meitner (Lise Meitner)
- (7000) Curie (Maria Skłodowska-Curie)
- (7279) Hagfors (Tor Hagfors (no))
- (7495) Feynman (Richard Feynman)
- (7672) Hawking (Stephen Hawking)
- (8000) Isaac Newton (Isaac Newton)
- (8103) Fermi (Enrico Fermi)
- (9253) Oberth (Hermann Oberth)
- (10506) Rydberg (Johannes Rydberg)
- (10979) Fristephenson (Professeur F. Richard Stephenson)
- (11013) Kullander (Sven Kullander)
- (11063) Poynting (John Henry Poynting)
- (11150) Bragg (William Lawrence Bragg)
- (11349) Witten (Edward Witten)
- (11438) Zeldovich (Yakov Borisovich Zel'dovich)
- (11451) Aarongolden (Aaron Golden, astrophysicien irlandais)
- (11528) Mie (Gustav Mie)
- (11577) Einasto (Jaan Einasto)
- (11779) Zernike (Frits Zernike)
- (12301) Eötvös (Loránd Eötvös)
- (12320) Loschmidt (Johann Josef Loschmidt)
- (12423) Slotin (Louis Slotin)
- (12628) Ackworthorr (Mary Ackworth Orr, physicien en physique solaire)
- (12759) Joule (James Prescott Joule)
- (12760) Maxwell (James Clerk Maxwell)
- (12766) Paschen (Friedrich Paschen)
- (12773) Lyman (Theodore Lyman)
- (12774) Pfund (August Herman Pfund)
- (12775) Brackett (Frederick Sumner Brackett)
- (13092) Schrödinger (Erwin Schrödinger)
- (13093) Wolfgangpauli (Wolfgang Pauli)
- (13149) Heisenberg (Werner Heisenberg)
- (13219) Cailletet (Louis Paul Cailletet)
- (13478) Fraunhofer (Joseph von Fraunhofer)
- (13531) Weizsäcker (Carl Friedrich von Weizsäcker)
- (13954) Born (Max Born)
- (14413) Geiger (Hans Geiger)
- (14468) Ottostern (Otto Stern)
- (16583) Oersted (Hans Christian Ørsted)
- (16761) Hertz (Heinrich Hertz)
- (17649) Brunorossi (Bruno Rossi)
- (18169) Amaldi (Edoardo Amaldi)
- (19126) Ottohahn (Otto Hahn), père de la fission nucléaire
- (19178) Walterbothe (Walther Bothe)
- (20081) Occhialini (Giuseppe Occhialini)
- (24988) Alainmilsztajn (Alain Milsztajn, physicien des particules français)
- (29137) Alanboss (Alan Boss, astrophysicien américain)
- (29212) Zeeman (Pieter Zeeman)
- (30828) Bethe (Hans Bethe)
- (32809) Sommerfeld (Arnold Sommerfeld)
- (37582) Faraday (Michael Faraday)
- (48798) Penghuanwu (Peng Huanwu)
- (52337) Compton (Arthur Compton)
- (55753) Raman (C. V. Raman)
- (58215) von Klitzing (Klaus von Klitzing)
- (67085) Oppenheimer (Robert Oppenheimer)

### Physiologistes
- (1007) Pawlowia (Ivan Pavlov)
- (15262) Abderhalden (Emil Abderhalden)
- (117413) Ramonycajal (Santiago Ramón y Cajal)

### Psychologues, psychiatres et psychanalystes
- (635) Vundtia (Wilhelm Wundt)
- (4342) Freud (Sigmund Freud)
- (11040) Wundt (Wilhelm Wundt)
- (11041) Fechner (Gustav Fechner)
- (11299) Annafreud (Anna Freud)
- (11518) Jung (Carl Jung)
- (11519) Adler (Alfred Adler)
- (11520) Fromm (Erich Fromm)
- (11521) Erikson (Erik Homburger Erikson)
- (11582) Bleuler (Eugen Bleuler)
- (11584) Ferenczi (Sándor Ferenczi)

### Exploration spatiale

#### Exobiologistes
- (2410) Morrison (David Morrison)
- (9826) Ehrenfreund (Pascale Ehrenfreund)
- (12859) Marlamoore (Marla Moore)

#### Planétologues
- (2710) Veverka (Joseph Veverka)
- (4815) Anders (Edward Anders)
- (7231) Porco (Carolyn Porco)
- (8356) Wadhwa (Meenakshi Wadhwa, analyste de météorites)
- (13358) Revelle (Douglas ReVelle)
- (21774) O'Brien (David P. O'Brien)

#### Spécialistes des fusées
- (1590) Tsiolkovskaja (Konstantin Tsiolkovsky)
- (1855) Korolev (Sergueï Korolev)
- (8062) Okhotsymskij (Dmitry Okhotsimsky)
- (9252) Goddard (Robert Goddard)
- (25143) Itokawa (Hideo Itokawa)

#### Membres de l'équipage deSoyouz 11
- (1789) Dobrovolsky (Georgi Dobrovolski)
- (1790) Volkov (Vladislav Volkov)
- (1791) Patsayev (Viktor Patsayev)

#### Autres cosmonautes soviétiques / russes
- (1772) Gagarin (Youri Gagarine, le premier homme dans l'espace)
- (1836) Komarov (Vladimir Komarov)

#### Membres de l'équipage d’Apollo 11
- (6469) Armstrong (Neil Armstrong)
- (6470) Aldrin ("Buzz" Aldrin)
- (6471) Collins (Michael Collins)

#### Membres de l'équipage duSTS-51-L
- (3350) Scobee (Francis "Dick" Scobee)
- (3351) Smith (Michael J. Smith)
- (3352) McAuliffe (Christa McAuliffe)
- (3353) Jarvis (Gregory Jarvis)
- (3354) McNair (Ronald McNair)
- (3355) Onizuka (Ellison Onizuka)
- (3356) Resnik (Judith Resnik)

#### Membres de l'équipage duSTS-107
- (51823) Rickhusband (Rick Husband)
- (51824) Mikeanderson (Michael P. Anderson)
- (51825) Davidbrown (David M. Brown)
- (51826) Kalpanachawla (Kalpana Chawla)
- (51827) Laurelclark (Laurel B. Clark)
- (51828) Ilanramon (Ilan Ramon, premier astronaute israélien)
- (51829) Williemccool (William C. McCool)

#### Autres astronautes américains
- (4763) Ride (Sally Ride)
- (7749) Jackschmitt (Harrison H. Schmitt)
- (12790) Cernan (Eugene Cernan)
- (13606) Bean (Alan Bean)
- (22442) Blaha (John E. Blaha)

#### Astronautes chinois (taïkonautes)
- (9512) Feijunlong (Fei Junlong)
- (9517) Niehaisheng (Nie Haisheng)
- (21064) Yangliwei (Yang Liwei)

#### Autres astronautes
- (2552) Remek (Vladimír Remek, cosmonaute tchécoslovaque)
- (9496) Ockels (Wubbo Ockels, astronaute néerlandais)
- (22901) Ivanbella (Ivan Bella, cosmonaute slovaque)
- (135268) Haigneré (Claudie et Jean-Pierre Haigneré, astronautes français)
- (374354) Pesquet (Thomas Pesquet, astronaute français)

### Autres scientifiques, ingénieurs et inventeurs
- (335) Roberta (Carl Robert Osten-Sacken, entomologiste)
- (742) Edisona (Thomas Edison, inventeur)
- (775) Lumière (Auguste et Louis Lumière, pionniers du cinéma)
- (777) Gutemberga (Johannes Gutenberg, pionnier de l'imprimerie)
- (2177) Oliver (Bernard M. Oliver, scientifique en recherche)
- (2243) Lönnrot (Elias Lönnrot, physicien, philologue, botaniste, compiler of Kalevala)
- (2784) Domeyko (Ignacy Domeyko, minéralogiste)
- (2809) Vernadskij (Vladimir Vernadsky, minéralogiste, pionnier de la géochimie)
- (3256) Daguerre (Louis Daguerre, pionnier de la photographie)
- (3313) Mendel (Gregor Mendel, père de la génétique)
- (3701) Purkyně (Jan Evangelista Purkyně, physiologiste)
- (4217) Engelhardt (Wolf von Engelhardt, géologue)
- (4565) Grossman (Lawrence Grossman, géochimiste)
- (5102) Benfranklin (Benjamin Franklin, scientifique)
- (5864) Montgolfier (Frères Montgolfier, pionniers du ballon à air chaud)
- (5958) Barrande (Joachim Barrande, géologue et paléontologue)
- (6175) Cori (Carl Ferdinand Cori et Gerty Theresa Cori, biochimistes)
- (7552) Sephton (Mark Sephton, géochimiste)
- (8373) Stephengould (Stephen Jay Gould, évolutionniste essayiste)
- (13609) Lewicki (Chris Lewicki, ingénieur de systèmes en aérospatiale)
- (15465) Buchroeder (Richard A. Buchroeder, ingénieur en optique)
- (16518) Akihikoito (Akihiko Ito, astrophotographe avec CCD)
- (20259) Alanhoffman (Alan Hoffman, pionnier des détecteurs infrarouges)
- (29227) Wegener (Alfred Wegener, géologue et météorologue)
- (31230) Tuyouyou (Tu Youyou, lauréate du prix Nobel de physiologie ou de médecine)
- (61404) Očenášek (Ludvík Ocenásek, ouvrier qui a construit un monoplaneur, un moteur en étoile pour les avions et des fusées à deux étages)
- (73079) Davidbaltimore (David Baltimore, lauréat du prix Nobel de physiologie ou de médecine)

## Monarques et autres membres de familles monarchiques
- (12) Victoria (nommé officiellement d'après la déesse romaine de la Victoire, mais également en l'honneur de la Reine Victoria)
- (45) Eugénie (Impératrice Eugénie), avec sa lune Petit-Prince en référence à son fils Louis-Napoléon Bonaparte
- (115) Thyra (Thyra, consort du roi Gorm le Vieux du Danemark)
- (216) Cléopâtre (Cléopâtre VII d'Égypte) et ses satellites Alexhélios (Alexandre Hélios) et Cléoséléné (Cléopâtre Séléné II)
- (220) Stephania (Princesse Stéphanie de Belgique)
- (295) Theresia (Maria Theresia Walburga Amalia Christina von Habsburg, archiduchesse d'Autriche, impératrice consort du Saint-Empire et reine consort de Germanie)
- (326) Tamara (Reine Tamar de Géorgie)
- (344) Desiderata (Reine Désirée de Suède et de Norvège)
- (359) Georgia (Roi George II de Grande-Bretagne)
- (392) Wilhelmina (Reine Wilhelmine des Pays-Bas)
- (525) Adelaide (Reine Adélaïde, consort de Guillaume IV du Royaume-Uni)
- (545) Messalina (Messaline, impératrice romaine)
- (546) Herodias (Hérodiade, épouse de Hérode II et mère de Salomé)
- (562) Salomé (Salomé, fille de Hérode II et de Hérodiade)
- (598) Octavia (Octavie la Jeune)
- (650) Amalasuntha (Amalasuntha, reine des Ostrogoths)
- (653) Bérénice (Bérénice II, reine égyptienne)
- (689) Zita (Impératrice Zita de Bourbon-Parme)
- (816) Juliana (Reine Juliana des Pays-Bas)
- (823) Sisigambis (Sisygambis, mère de Darius III de Perse)
- (831) Stateira (Stateira, épouse d'Artaxerxes II de Perse)
- (832) Karin (Karin Månsdotter, épouse d'Eric XIV de Suède)
- (888) Parysatis (Parysatis, épouse de Darius II de Perse)
- (911) Agamemnon (Agamemnon)
- (1068) Néfertiti (Néfertiti)
- (1128) Astrid (Astrid de Suède)
- (2436) Hatchepsout (Pharaon Hatchepsout)
- (3362) Khoufou (Pharaon Khufu)
- (4414) Sésostris (forme grecque de Senousert, nom de quatre pharaons)
- (4415) Echnaton et (326290) Akhénaton (Pharaon Akhenaton ; orthographie allemande de son nom pour le premier)
- (4416) Ramsès (Pharaon Ramsès II)
- (4568) Menkaourê (Pharaon Menkaure)
- (4721) Atahualpa (Atahualpa)
- (4846) Thoutmôsis (Thoutmôsis, nom de quatre pharaons)
- (4847) Amenhotep (Pharaons Amenhotep Ier, II et III)
- (4848) Toutânkhamon (Pharaon Toutânkhamon)
- (4906) Snéfrou (Pharaon Snéfrou)
- (5009) Séthi (nom de deux pharaons)
- (5010) Amenemhat (Amenemhet, nom de quatre pharaons)
- (5242) Kenreimonin (Impératrice douairière Kenrei)
- (7207) Hammurabi (Hammurabi)
- (7208) Ashurbanipal (Assurbanipal)
- (7209) Cyrus (Cyrus II de Perse)
- (7210) Darius (Darius I de Perse)
- (7211) Xerxès (Xerxes I de Perse)
- (7212) Artaxerxès (Artaxerxes II de Perse)
- (8740) Václav (Václav I, Duc de Bohème)
- (10293) Pribina (Pribina, souverain de la principauté de Nitra)
- (11014) Svätopluk (Svätopluk, souverain de Grande Moravie)
- (16951) Carolus Quartus (Charles IV du Saint-Empire et roi de Bohème)
- (18349) Dafydd (Dafydd ap Llywelyn, prince de Galles)
- (20969) Samo (Samo, ruler of Samo’s Empire)
- (25340) Segoves (Segovesos, duc celte)
- (44613) Rudolf (Rodolphe II (empereur des Romains), roi de Bohème et de Hongrie)
- (48844) Belloves (Bellovesos, duc celte)
- (53285) Mojmír (Mojmír Ier, souverain de Grande Moravie)

## Noblesse
- (17702) Kryštofharant (Kryštof Harant)

## Personnalités politiquesetpersonnes d'État
- (712) Boliviana (Simón Bolívar)
- (852) Wladilena (Vladimir Lenin)
- (886) Washingtonia (George Washington)
- (932) Hooveria et (1363) Herberta (Herbert Hoover)
- (944) Hidalgo (Miguel Hidalgo)
- (1841) Masaryk (Tomáš Garrigue Masaryk, premier président tchécoslovaque)
- (2351) O'Higgins (Bernardo O'Higgins, leader de l'indépendance chilienne)
- (3571) Milanštefánik (Milan Rastislav Štefánik)
- (4317) Garibaldi (Giuseppe Garibaldi)
- (4372) Quincy (John Quincy Adams)
- (4927) O'Connell (Daniel O'Connell)
- (5102) Benfranklin (Benjamin Franklin)
- (9275) Persson (Jöran Persson)
- (11830) Jessenius (Jan Jessenius)
- (188693) Roosevelt (Theodore Roosevelt)

## Enseignants

### High school/technical school teachers
- (3352) McAuliffe (Christa McAuliffe, high school teacher from New Hampshire, U.S.A.)
- (12787) Abetadashi (Tadashi Abe, high school teacher from Japan)
- (13241) Biyo (Josette Biyo, high school teacher from Iloilo, Philippines)
- (13928) Aaronrogers (Aaron Rogers, mathematics teacher from London, U.K.)
- (14158) Alananderson (Alan Anderson, middle school teacher from Florida, U.S.A.)
- (14684) Reyes (Cynthia L. Reyes, middle school teacher from Florida, U.S.A.)
- (16265) Lemay (Ron LeMay, high school teacher from Wisconsin, U.S.A.)
- (17225) Alanschorn (Alan Schorn, high school teacher from New York, U.S.A.)
- (20341) Alanstack (Alan Stack, high school teacher from New York, U.S.A.)
- (20342) Trinh (Jonathan Trinh, high school teacher from Texas, U.S.A.)
- (20574) Ochinero (Marcia Collin Ochinero, middle school teacher from Florida, U.S.A.)
- (21395) Albertofilho (Alberto Filho, a technical school teacher from Rio Grande Do Sul, Brasil)
- (21435) Aharon (Terri Aharon, high school teacher from New York, U.S.A.)
- (22619) Ajscheetz (A. J. Scheetz, high school teacher from Connecticut, U.S.A.)
- (22993) Aferrari (Andrew Ferrari, high school teacher from North Carolina, U.S.A.)
- (23017) Advincula (Rigoberto Advincula, high school teacher from Texas, U.S.A.)
- (23975) Akran (Erkan Akran, middle school teacher from Arkansas, U.S.A.)
- (24032) Aimeemcarthy (Aimee McCarthy, middle school teacher from Florida, U.S.A.)
- (24052) Nguyen (Thuy-Anh Nguyen, teacher at Challenger School in Sunnyvale, California, U.S.A.)
- (24238) Adkerson (Timothy Adkerson, high school teacher from Missouri, U.S.A.)
- (27286) Adedmondson (Adam Edmondson, high school teacher from Pennsylvania, U.S.A.)
- (27740) Obatomoyuki (Tomoyuki Oba, junior high school teacher et presenter at Geisei Observatory, Japan)

### College/University professors
- (6669) Obi (Shinya Obi, professor emeritus at the University of Tokyo et retired président of the University of the Air)
- (10051) Albee (Arden L. Albee, professor of geology et planetary sciences et dean of graduate studies at the California Institute of Technology)
- (15870) Obůrka (Oto Oburka, professor at Brno University of Technology et founder of the Nicholas Copernicus Observatory)

## Héros et vétérans de guerre

### Héros et vétérans de la Seconde Guerre mondiale
- (1793) Zoya (Zoya Kosmodemyanskaya)
- (1907) Rudneva (Evgeniya Rudneva)
- (2009) Voloshina (Vera Danilovna Voloshina, partisan russe)
- (2132) Zhukov (Georgy Zhukov)
- (3348) Pokryshkin (Aleksandr Ivanovich Pokryshkin)
- (11572) Schindler (Oskar Schindler, a sauvé 1,200 Juifs)
- (17038) Wake (Nancy Wake, figure australienne de la Résistance en France)
- (19384) Winton (Nicholas Winton, a sauvé 669 enfants Juifs)
- (99949) Miepgies (Miep Gies, cacha Anne Frank pendant la seconde Guerre mondiale, découvrit et protégea le journal d'Anne Frank après l'arrestation et la déportation de cette dernière.

### Autres héros de guerre
- (1834) Palach (Jan Palach, étudiant tchécoslovaque qui s'est immolé par le feu pour protester contre l'occupation soviétique de son pays)
- (20164) Janzajíc (Jan Zajíc, étudiant tchécoslovaque qui s'est immolé par le feu pour protester contre l'occupation soviétique de son pays)

### Enfants morts dans des guerres
- (2127) Tania (Tania Savitcheva)
- (5535) Annefrank (Anne Frank)
- (50413) Petrginz (Petr Ginz, enfant juif mort au camp de concentration d'Auschwitz)

## Religion
- (89) Julia (Julie de Corse, martyre et sainte patronne, Ve siècle))
- (127) Johanna (réputé être nommé d'après Jeanne d'Arc)
- (898) Hildegard (Hildegarde de Bingen, abbesse, compositrice et polymathe)
- (1840) Hus (Jan Hus, théologien et réformateur religieux)
- (5275) Zdislava (Zdislava Berka, en tchèque Zdislava z Lemberka)
- (7100) Martin Luther (Martin Luther)
- (7256) Bonhoeffer (Dietrich Bonhoeffer)
- (8661) Ratzinger (Joseph Aloisius Ratzinger, devenu plus tard le pape Benoît XVI)
- (20006) Albertus Magnus (Albertus Magnus, théologien, philosophe et naturaliste allemand)

## Explorateurs
- (54) Alexandra (Alexander von Humboldt, naturaliste et explorateur)
- (327) Columbia (Christophe Colomb)
- (853) Nansenia (Fridtjof Nansen, explorateur polaire)
- (876) Scott (Robert Falcon Scott, explorateur polaire)
- (1065) Amundsenia (Roald Amundsen, explorateur polaire)
- (2473) Heyerdahl (Thor Heyerdahl, explorateur et écrivain)
- (2785) Sedov (Gueorgui Sedov, explorateur arctique)
- (3130) Hillary (Edmund Hillary, alpiniste [ voir Tenzing ci-dessous])
- (3357) Tolstikov (Yevgeny Tolstikov, explorateur polaire)
- (4055) Magellan (Ferdinand Magellan, navigateur et explorateur portugais)
- (6481) Tenzing (Tenzing Norgay, Sherpa [ voir Hillary ci-dessus])
- (6542) Jacquescousteau (Jacques-Yves Cousteau, explorateur des océans)
- (8291) Bingham (Hiram Bingham III, explorateur)
- (15425) Welzl (Jan Welzl, explorateur arctique)
- (43806) Augustepiccard (Auguste Piccard, explorateur)

## Historiens
- (879) Ricarda (Ricarda Huch)
- (3092) Hérodote (Hérodote)
- (3097) Tacite (Tacite)
- (5946) Hrozný (Bedřich Hrozný, archéologue, orientaliste et linguiste)
- (6174) Polybe (Polybe)
- (6304) Josephus Flavius (Flavius Josèphe)
- (16413) Abulghazi (Abulghazi Bahadur)
- (40444) Palacký (František Palacký)

## Autres chercheurs en sciences sociales
- (1861) Komenský (Jan Amos Komenský (Comenius), teacher of nations)
- (12838) Adamsmith (Adam Smith, social philosopher)
- (13916) Bernolák (Anton Bernolák, linguiste)
- (40440) Dobrovský (Josef Dobrovský, linguiste)

## Philosophes
- (238) Hypatia (Hypatie d'Alexandrie)
- (423) Diotime (Diotime de Mantinée)
- (2431) Skovoroda (Hryhori Skovoroda)
- (2755) Avicenna (Avicenne)
- (2807) Karl Marx (Karl Marx)
- (2940) Bacon (Francis Bacon)
- (2950) Rousseau (Jean-Jacques Rousseau)
- (5102) Benfranklin (Benjamin Franklin)
- (5148) Giordano (Giordano Bruno)
- (5329) Decaro (Mario De Caro)
- (5450) Socrate (Socrate)
- (5451) Platon (Platon)
- (6001) Thales (Thalès)
- (6123) Aristote (Aristote)
- (6629) Kurtz (Paul Kurtz)
- (7009) Hume (David Hume)
- (7010) Locke (John Locke)
- (7012) Hobbes (Thomas Hobbes)
- (7014) Nietzsche (Friedrich Nietzsche)
- (7015) Schopenhauer (Arthur Schopenhauer)
- (7056) Kierkegaard (Søren Kierkegaard)
- (7083) Kant (Immanuel Kant)
- (7142) Spinoza (Baruch Spinoza)
- (8318) Averroès (Averroes ou Ibn Rushd)
- (14845) Hegel (Georg Wilhelm Friedrich Hegel)
- (15911) Davidgauthier (David Gauthier)
- (19730) Machiavelli (Niccolò Machiavelli)
- (21665) Frege (Gottlob Frege)
- (48435) Jaspers (Karl Jaspers)
- (73687) Thomas Aquinas (Thomas d'Aquin)
- (90481) Wollstonecraft (Mary Wollstonecraft)
- (100027) Hannaharendt (Hannah Arendt)

## Arts

### Littérature

#### Auteurs généraux
- (254) Augusta (Auguste von Littrow)
- (1931) Čapek (Karel Čapek)
- (2428) Kamenyar (Ivan Franko)
- (2616) Lesya (Lesya Ukrainka)
- (2681) Ostrovskij (Nikolaï Ostrovski)
- (3047) Goethe (Johann Wolfgang von Goethe)
- (3412) Kafka (Franz Kafka)
- (4112) Hrabal (Bohumil Hrabal)
- (5418) Joyce (James Joyce)
- (5535) Annefrank (Anne Frank)
- (5666) Rabelais (François Rabelais)
- (5676) Voltaire (Voltaire)
- (6984) Lewiscarroll (Lewis Carroll ou Charles Dodgson)
- (7328) Casanova (Giacomo Casanova)
- (8315) Bajin (Bajin)
- (8379) Straczynski (J. Michael Straczynski)
- (8382) Mann (frères Heinrich Mann et Thomas Mann)
- (13406) Sekora (Ondřej Sekora)
- (26314) Škvorecký (Josef Škvorecký)
- (40106) Erben (Karel Jaromír Erben)
- (44597) Thoreau (Henry David Thoreau)
- (79144) Cervantes (Miguel de Cervantes)
- (308306) Dainere (Dainere Anthoney)

#### Nouvellistes
- (348) May (Karl May)
- (2362) Mark Twain (Mark Twain)
- (2448) Sholokhov (Mikhaïl Cholokhov)
- (2578) Saint-Exupéry (Antoine de Saint-Exupéry)
- (2625) Jack London (Jack London)
- (2675) Tolkien (J. R. R. Tolkien)
- (2817) Perec (Georges Perec)
- (3453) Dostoevsky (Fyodor Dostoevsky)
- (3479) Malaparte (Curzio Malaparte)
- (3628) Božněmcová (Božena Němcová)
- (3836) Lem (Stanisław Lem)
- (4124) Herriot (James Herriot)
- (4266) Waltari (Mika Waltari)
- (4370) Dickens (Charles Dickens)
- (4474) Proust (Marcel Proust)
- (4923) Clarke (Arthur C. Clarke)
- (5020) Asimov (Isaac Asimov)
- (5099) Iainbanks (Iain Banks)
- (6223) Dahl (Roald Dahl)
- (6440) Ransome (Arthur Ransome)
- (7016) Conandoyle (Arthur Conan Doyle)
- (7232) Nabokov (Vladimir Nabokov)
- (7390) Kundera (Milan Kundera)
- (7644) Cslewis (C. S. Lewis)
- (7758) Poulanderson (Poul Anderson)
- (9766) Bradbury (Ray Bradbury)
- (10177) Ellison (Harlan Ellison)
- (10251) Mulisch (Harry Mulisch)
- (10733) Georgesand (George Sand)
- (10930) Jinyong (Jin Yong)
- (11020) Orwell (George Orwell)
- (11379) Flaubert (Gustave Flaubert)
- (12284) Pohl (Frederik Pohl)
- (17776) Troska (J. M. Troska)
- (25399) Vonnegut (Kurt Vonnegut)
- (25924) Douglasadams (Douglas Adams)
- (39415) Janeausten (Jane Austen)
- (39427) Charlottebrontë (Charlotte Brontë)
- (39428) Emilybrontë (Emily Brontë)
- (39429) Annebrontë (Anne Brontë)
- (77185) Cherryh (C. J. Cherryh)
- (127005) Pratchett (Terry Pratchett)
- (227641) Nothomb (Amélie Nothomb)

#### Poètes
- (1875) Neruda (Jan Neruda)
- (2106) Hugo (Victor Hugo)
- (2208) Pouchkine (Alexandre Pouchkine)
- (2222) Lermontov (Mikhail Lermontov)
- (2427) Kobzar (Taras Chevtchenko)
- (2604) Marshak (Samouil Marchak)
- (3067) Akhmatova (Anna Akhmatova)
- (3112) Velimir (Velimir Khlebnikov)
- (4110) Keats (John Keats)
- (4369) Seifert (Jaroslav Seifert)
- (4635) Rimbaud (Arthur Rimbaud)
- (7855) Tagore (Rabindranath Tagore)
- (9495) Eminescu (Mihai Eminescu)
- (11306) Åkesson (Sonja Åkesson)
- (12163) Manilius (Marcus Manilius)
- (18624) Prévert (Jacques Prévert)
- (59830) Reynek (Bohuslav Reynek)

#### Dramaturges
- (496) Gryphia (Andreas Gryphius)
- (615) Roswitha (Hrotsvita de Gandersheim)
- (2930) Euripide (Euripide)
- (2985) Shakespeare (William Shakespeare)
- (2921) Sophocle (Sophocle)
- (2934) Aristophane (Aristophane)
- (3046) Molière (Molière, dramaturge français)
- (3079) Schiller (Friedrich Schiller, dramaturge allemand)
- (5696) Ibsen (Henrik Ibsen)

#### Satiristes
- (2734) Hašek (Jaroslav Hašek)
- (3244) Pétrone (Pétrone)
- (15017) Cuppy (Will Cuppy)
- (15946) Satinský (Július Satinský)

#### Autres
- (4049) Noragal' (Nora Gal, traducteur russe)
- (12608) Ésope (Ésope, conteur)

### Arts visuels
- (2730) Barks (Carl Barks, dessinateur)
- (3001) Michelangelo (Michelangelo Buonarroti, peintre et sculpteur)
- (3246) Bidstrup (Herluf Bidstrup, caricaturiste)
- (3566) Levitan (Isaac Levitan, peintre)
- (4511) Rembrandt (Rembrandt van Rijn, peintre)
- (4457) van Gogh (Vincent van Gogh, peintre)
- (4671) Drtikol (František Drtikol, photographe)
- (4691) Toyen, (Toyen), peintre et artiste graphique)
- (5055) Opekushin (Alexander Opekushin, sculpteur)
- (5122) Mucha (Alfons Mucha, peintre et artiste graphique)
- (5363) Kupka (František Kupka, peintre et artiste graphique)
- (5800) Pollock (Jackson Pollock, peintre)
- (6056) Donatello (Donatello, peintre)
- (6584) Ludekpesek (Ludek Pesek, peintre)
- (6592) Goya (Francisco Goya, peintre)
- (6674) Cézanne (Paul Cézanne, peintre)
- (6676) Monet (Claude Monet, peintre)
- (6677) Renoir (Pierre-Auguste Renoir, peintre)
- (6701) Warhol (Andy Warhol, artiste)
- (6768) Mathiasbraun (Matthias Braun, en tchèque Matyáš Braun, sculpteur et graveur)
- (6769) Brokoff (Johann Brokoff, en tchèque Jan Brokoff, sculpteur et graveur)
- (7701) Zrzavý (Jan Zrzavý, peintre)
- (7867) Burian (Zdeněk Burian, peintre et illustrateur)
- (8236) Gainsborough (Thomas Gainsborough, landscape et portrait artist)
- (8237) Constable (John Constable, peintre)
- (8240) Matisse (Henri Matisse, peintre)
- (10189) Normanrockwell (Norman Rockwell, artiste)
- (10218) Bierstadt (Albert Bierstadt, Landscape artist)
- (10343) Church (Frederick Edwin Church, peintre)
- (10372) Moran (Thomas Moran, landscape artist)
- (10404) McCall (Robert T. McCall, space artist)
- (13227) Poor (Kim Poor, space artist)
- (13329) Davidhardy (David A. Hardy, space artist)
- (13330) Dondavis (Don Davis, astronomical artist)
- (13543) Butler (Chris Butler, space artist)
- (13562) Bobeggleton (Bob Eggleton, peintre)
- (14976) Josefčapek (Josef Čapek, peintre et écrivain)
- (17625) Joseflada (Josef Lada, peintre)
- (17806) Adolfborn (Adolf Born, peintre)
- (20364) Zdeněkmiler (Zdeněk Miler, animateur et illustrateur)
- (21501) Acevedo (Tony Acevedo, multimedia graphic designer)
- (29490) Myslbek (Josef Václav Myslbek, sculpteur)
- (43724) Pechstein (Max Pechstein, peintre)
- (43775) Tiepolo (Giovanni Battista Tiepolo, peintre)
- (46280) Hollar (Václav Hollar, artiste graphique et peintre)
- (48434) Maxbeckmann (Max Beckmann, peintre)
- (98127) Vilgusová (Hedvika Vilgusová (cs), peintre et illustrateur de livres d'enfants)
- (184878) Gotlib (Marcel Gottlieb, dessinateur)

### Architectes
- (3062) Wren (Christopher Wren)
- (5318) Dientzenhofer (Dientzenhofer famille d'architectes, comme Christoph Dientzenhofer et son fils Kilian Ignaz Dientzenhofer)
- (6055) Brunelleschi (Filippo Brunelleschi)
- (6266) Letzel (Jan Letzel)
- (6550) Parléř (Peter Parler, tchèque : Petr Parléř)
- (19129) Loos (Adolf Loos)
- (35233) Krčín (Jakub Krčín)

### Jardiniers
- (5705) Ericsterken (Eric Sterken, jardinier au Planétarium de Bruxelles)

### Musique classique

#### Compositeurs
- (734) Benda (Karel Bendl) (sources divergentes)
- (1034) Mozartia (Wolfgang Amadeus Mozart)
- (1059) Mussorgskia (Modest Mussorgsky)
- (1405) Sibelius (Jean Sibelius)
- (1814) Bach (membre de la famille Bach, probablement Johann Sebastian Bach)
- (1815) Beethoven (Ludwig van Beethoven)
- (1818) Brahms (Johannes Brahms)
- (2047) Smetana (Bedřich Smetana)
- (2055) Dvořák (Antonín Dvořák)
- (2073) Janáček (Leoš Janáček)
- (2205) Glinka (Mikhail Glinka)
- (2266) Tchaikovsky (Pyotr Ilyich Tchaikovsky)
- (2420) Čiurlionis (Mikalojus Konstantinas Čiurlionis)
- (2523) Ryba (Jakub Jan Ryba)
- (2669) Shostakovich (Dmitri Chostakovitch)
- (3081) Martinůboh (Bohuslav Martinů)
- (3590) Holst (Gustav Holst)
- (3592) Nedbal (Oskar Nedbal)
- (3784) Chopin (Frédéric Chopin)
- (3826) Handel (George Frideric Handel)
- (3917) Franz Schubert (Franz Schubert)
- (3941) Haydn (Joseph Haydn)
- (3954) Mendelssohn (Felix Mendelssohn)
- (3955) Bruckner (Anton Bruckner)
- (3975) Verdi (Giuseppe Verdi)
- (3992) Wagner (Richard Wagner)
- (4003) Schumann (Robert Schumann)
- (4040) Purcell (Henry Purcell)
- (4079) Britten (Benjamin Britten)
- (4132) Bartók (Béla Bartók)
- (4134) Schütz (Heinrich Schütz)
- (4330) Vivaldi (Antonio Vivaldi)
- (4345) Rachmaninoff (Sergei Rachmaninoff)
- (4382) Stravinsky (Igor Stravinsky)
- (4406) Mahler (Gustav Mahler)
- (4492) Debussy (Claude Debussy)
- (4515) Khrennikov (Tikhon Khrennikov)
- (4527) Schoenberg (Arnold Schoenberg)
- (4528) Berg (Alban Berg)
- (4529) Webern (Anton Webern)
- (4532) Copland (Aaron Copland)
- (4534) Rimskij-Korsakov (Nikolai Rimsky-Korsakov)
- (4546) Franck (César Franck)
- (4559) Strauss (Johann Strauss famille ou Richard Strauss)
- (4579) Puccini (Giacomo Puccini)
- (4625) Shchedrin (Rodion Shchedrin)
- (4727) Ravel (Maurice Ravel)
- (4734) Rameau (Jean-Philippe Rameau)
- (4802) Khatchaturian (Aram Khatchaturian)
- (4818) Elgar (Edward Elgar)
- (4850) Palestrina (Giovanni Pierluigi da Palestrina)
- (4972) Pachelbel (Johann Pachelbel)
- (5004) Bruch (Max Bruch)
- (5063) Monteverdi (Claudio Monteverdi)
- (5157) Hindemith (Paul Hindemith)
- (5177) Hugowolf (Hugo Wolf)
- (5210) Saint-Saëns (Camille Saint-Saëns)
- (6354) Vangelis (Vangelis Papathanassiou)
- (6480) Scarlatti (Alessandro et Domenico Scarlatti)
- (6549) Skryabin (Alexander Scriabin)
- (6777) Balakirev (Mily Balakirev)
- (6780) Borodin (Alexandre Borodine)
- (6798) Couperin (François Couperin)
- (7622) Pergolesi (Giovanni Battista Pergolesi)
- (7624) Gluck (Christoph Willibald Gluck)
- (7625) Louisspohr (Louis Spohr)
- (7903) Albinoni (Tomaso Albinoni)
- (8181) Rossini (Gioacchino Rossini)
- (8249) Gershwin (George Gershwin)
- (8877) Rentaro (Taki Rentaro)
- (9438) Satie (Erik Satie)
- (9493) Enescu (George Enescu)
- (9912) Donizetti (Gaetano Donizetti)
- (9913) Humperdinck (Engelbert Humperdinck)
- (10055) Silcher (Friedrich Silcher)
- (10116) Robertfranz (Robert Franz)
- (10186) Albéniz (Isaac Albéniz, compositeur espagnol et pianiste)
- (10820) Offenbach (Jacques Offenbach)
- (10875) Veracini (Francesco Maria Veracini)
- (11050) Messiaen (Olivier Messiaen)
- (11289) Frescobaldi (Girolamo Frescobaldi)
- (11530) d'Indy (Vincent d'Indy)
- (11899) Weill (Kurt Weill)
- (12782) Mauersberger (Les frères Rudolf et Erhard Mauersberger, compositeurs et chefs de chœurs)
- (15808) Zelter (Carl Friedrich Zelter)
- (16590) Brunowalter (Bruno Walter, compositeur et chef de chœurs)
- (17509) Ikumadan (Ikuma Dan)
- (53159) Mysliveček (Josef Mysliveček)
- (69288) Berlioz (Hector Berlioz)

#### Chefs d'orchestre
- (5230) Asahina (Takashi Asahina)
- (6432) Temirkanov (Yuri Temirkanov)
- (11201) Talich (Václav Talich)
- (21801) Ančerl (Karel Ančerl)
- (21804) Václavneumann (Václav Neumann)
- (36226) Mackerras (Charles Mackerras)

#### Chanteurs d'opéra
- (218) Bianca (Bertha Schwarz, stage name Bianca Bianchi)
- (5203) Pavarotti (Luciano Pavarotti)
- (6583) Destinn (Ema Destinnová, also known as Emmy Destinn)
- (18460) Pecková (Dagmar Pecková)
- (37573) Enricocaruso (Enrico Caruso)
- (260508) Alagna (Roberto Alagna)

#### Autres
- (644) Cosima (Cosima Wagner, directrice du festival de Bayreuth et femme de Richard Wagner)
- (677) Aaltje (Aaltje Noordewier-Reddingius, soprano)
- (5184) Cavaillé-Coll (Aristide Cavaillé-Coll, facteur d'orgue)
- (8471) Obrant (Arkadij Efimovich Obrant, ballet-master, producer, et teacher-humanist)
- (9914) Obukhova (Nadezhda etreevna Obukhova, soloist at the Bolshoj Theater et People's Artist of the U.S.S.R.)
- (11305) Ahlqvist (David Ahlqvist, Swedish artist, author, et musicien)
- (58373) Albertoalonso (Alberto Alonso, Cuban choreographer et dance visionary)

## Divertissement

### Musique populaire
- (1889) Pakhmutova (Aleksandra Pakhmutova, compositeur)
- (2620) Santana (Carlos Santana, musicien)
- (2644) Victor Jara (Víctor Jara, musicien)
- (3738) Ots (Georg Ots, musicien)
- (3834) Zappafrank (Frank Zappa, musicien)
- (8749) Beatles (The Beatles, groupe). De plus quatre planètes mineures consécutives ont pris le nom des membres du groupe :
  - (4147) Lennon (John Lennon)
  - (4148) McCartney (Paul McCartney)
  - (4149) Harrison (George Harrison)
  - (4150) Starr (Ringo Starr)
- (4305) Clapton (Eric Clapton, musicien)
- (4422) Jarre (Maurice Jarre et Jean Michel Jarre, compositeurs français)
- (4442) Garcia (Jerry Garcia, musicien)
- (5656) Oldfield (Mike Oldfield, compositeur)
- (5892) Milesdavis (Miles Davis, musicien)
- (5945) Roachapproach (Steve Roach, musicien)
- (6354) Vangelis (Vangelis Papathanassiou, compositeur)
- (6433) Enya (Enya, musicien)
- (6587) Brassens (Georges Brassens, auteur-compositeur-interprète)
- (7226) Kryl (Karel Kryl, musicien)
- (7707) Yes (Yes, groupe)
- (7934) Sinatra (Frank Sinatra, crooner)
- (8249) Gershwin (George Gershwin, compositeur)
- (9179) Satchmo (Louis Armstrong, musicien)
- (10313) Vanessa-Mae (Vanessa-Mae, musicien)
- (14024) Procol Harum (Procol Harum, groupe)
- (15092) Beegees (Bee Gees, groupe)
- (16155) Buddy (Buddy Holly, musicien)
- (17059) Elvis (Elvis Presley, musicien)
- (18132) Spector (Phil Spector, musicien)
- (18125) Brianwilson (Brian Wilson, musicien)
- (19367) Pink Floyd (Pink Floyd, groupe)
- (19383) Rolling Stones (Rolling Stones, groupe)
- (22521) ZZ Top (ZZ Top, groupe)
- (23990) Springsteen (Bruce Springsteen, musicien)
- (24997) Petergabriel (Peter Gabriel, musicien)
- (27968) Bobylapointe (Boby Lapointe, chanteur et mathématicien)
- (44016) Jimmypage (Jimmy Page, musicien)
- (65769) Mahalia, (Mahalia Jackson, chanteuse)
- (79896) Billhaley (Bill Haley, musicien)
- (91287) Simon-Garfunkel (Simon and Garfunkel, groupe)
- (99824) Polnareff (Michel Polnareff)
- (94291) Django (Django Reinhardt, musicien)
- (110393) Rammstein (Rammstein, groupe)
- (197864) Florentpagny (Florent Pagny)
- (224027) Grégoire (Grégoire, auteur-compositeur-interprète français)

### Cinéma, télévision et théâtre
- (2374) Vladvysotskij (Vladimir Vysotsky, chanteur, poète, écrivain, acteur)
- (2816) Pien (Armand Pien (en) (1920–2003), présentateur météo à la TV belge)
- (3252) Johnny (Johnny Carson, Talk Show Host)
- (3768) Monroe (Marilyn Monroe, actrice, mannequin et chanteuse)
- (3998) Tezuka (Osamu Tezuka, mangaka japonais et animateur)
- (4238) Audrey (Audrey Hepburn, actrice)
- (4495) Dassanowsky (Elfi Dassanowsky, cantatrice, pianiste et productrice autrichienne-américaine)
- (4535) Adamcarolla (Adam Carolla, comédien, television et radio host)
- (4536) Drewpinsky (Drew Pinsky, television et radio host, acteur)
- (4659) Roddenberry (Gene Roddenberry, créateur de Star Trek)
- (5608) Olmos (Edward James Olmos, acteur)
- (6318) Cronkite (Walter Cronkite, présentateur de journal TV)
- (6377) Cagney (James Cagney, acteur)
- (6546) Kaye (Danny Kaye, acteur et humoriste)
- (7032) Hitchcock (Alfred Hitchcock, réalisateur de film)
- (7037) Davidlean (David Lean, directeur de film)
- (7307) Takei (George Takei, acteur)
- (8299) Téaleoni (Téa Leoni, actrice)
- (8347) Lallaward (Lalla Ward, actrice)
- (8353) Megryan (Meg Ryan, actrice)
- (8883) Miyazakihayao (Hayao Miyazaki, animateur)
- (9341) Gracekelly (Grace Kelly, actrice)
- (9342) Carygrant (Cary Grant, acteur)
- Membres des Monty Python :
  - (9617) Grahamchapman (Graham Chapman)
  - (9618) Johncleese (John Cleese)
  - (9619) Terrygilliam (Terry Gilliam)
  - (9620) Ericidle (Eric Idle)
  - (9621) Michaelpalin (Michael Palin)
  - (9622) Terryjones (Terry Jones)
- (10221) Kubrick (Stanley Kubrick)
- (10378) Ingmarbergman (Ingmar Bergman, réalisateur)
- (11333) Forman (Miloš Forman, réalisateur)
- (11548) Jerrylewis (Jerry Lewis, humoriste et acteur)
- (12561) Howard (Ron Howard, acteur, directeur, producteur)
- (12562) Briangrazer (Brian Grazer, producteur)
- (12818) Tomhanks (Tom Hanks, acteur, producteur)
- (12820) Robinwilliams (Robin Williams, acteur, humoriste)
- (13070) Seanconnery (Sean Connery, acteur)
- (13441) Janmerlin (Jan Merlin, acteur et author)
- (15131) Alanalda (Alan Alda, acteur, directeur, scénariste, auteur)
- (17023) Abbott (Bud Abbott, acteur, producteur, comédien)
- (17062) Bardot (Brigitte Bardot, actrice, chanteuse et mannequin)
- (17744) Jodiefoster (Jodie Foster, actrice)
- (19291) Karelzeman (Karel Zeman, directeur de film)
- (19578) Kirkdouglas (Kirk Douglas, acteur)
- (19998) Binoche (Juliette Binoche)
- (19999) Depardieu (Gérard Depardieu)
- (26733) Nanavisitor (Nana Visitor, actrice)
- (26734) Terryfarrell (Terry Farrell, actrice)
- (26858) Misterrogers (Fred Rogers, US children's television host[Quoi ?])
- (38461) Jiřítrnka (Jiří Trnka, marionnettiste et cinéaste d'animation)
- (39557) Gielgud (John Gielgud, acteur)
- (68410) Nichols (Nichelle Nichols, actrice)
- (71000) Hughdowns (Hugh Downs, présentateur télévision et radio)
- (116939) Jonstewart (Jon Stewart, comédien et TV host)
- (132874) Latinovits (Zoltán Latinovits, acteur)
- (133161) Ruttkai (Éva Ruttkai, actrice)
- (166614) Zsazsa (Zsa Zsa Gábor, actrice)
- (170906) Coluche (Coluche, humoriste et comédien français)
- (231307) Peterfalk (Peter Falk, acteur)
- (261690) Jodorowsky (Alejandro Jodorowsky, réalisateur franco-chilien)
- (262876) Davidlynch (David Lynch, réalisateur américain)

### Sportifs

#### Médaillés olympiques
- (1740) Paavo Nurmi (Paavo Nurmi, coureur de fond)
- (5910) Zátopek (Emil Zátopek, marathonien)
- (8217) Dominikhašek (Dominik Hašek, joueur de hockey sur glace)
- (9224) Železný (Jan Železný, lanceur de javelot)
- (26986) Čáslavská (Věra Čáslavská, gymnaste)
- (128036) Rafaelnadal (Rafael Nadal Parera, tennisman)
- (151659) Egerszegi (Krisztina Egerszegi, nageuse)
- (175281) Kolonics (György Kolonics, canoëtiste)
- (230975) Rogerfederer (Roger Federer, tennisman)

#### Autres sportifs
- (1909) Alekhin (Alexandre Alekhine, champion d'échecs)
- (2472) Bradman (Donald Bradman, joueur de cricket)
- (3027) Shavarsh (Chavarch Karapetian, nageur)
- (4538) Vishyanand (Viswanathan Anand, champion d'échecs)
- (5891) Gehrig (Lou Gehrig, joueur de baseball)
- (6758) Jesseowens (Jesse Owens, athlète)
- (7835) Myroncope (Myron Cope, reporteur sportif et journaliste)
- (10634) Pepibican (Josef Bican, surnommé "Pepi", joueur de football)
- (10675) Kharlamov (Valeri Kharlamov, joueur de hockey sur glace)
- (12373) Lancearmstrong (Lance Armstrong, cycliste)
- (12413) Johnnyweir (Johnny Weir, patineur artistique)
- (12414) Bure (Pavel Bure, joueur de hockey sur glace)
- (33179) Arsènewenger (Arsène Wenger, entraineur de football)
- (78071) Vicent (Francesc Vicent, joueur d'échecs et écrivain sur le jeu d'échecs)
- (82656) Puskás (Ferenc Puskás, joueur de football)
- (85386) Payton (Walter Payton, joueur de football-américain)
- (90414) Karpov (Anatoly Karpov, champion d'échecs)
- (316020) Linshuhow (Jeremy Lin, joueur de basket-ball)

### Autres divertissements
- (3163) Randi (James Randi, magicien et sceptique)

## Vainqueurs de concours

### Discovery Channel Young Scientist Challenge
Vainqueurs de 2001 :
- (15155) Ahn (Ryan J. Ahn, a middle school student from Pennsylvania, U.S.A.)
- (15559) Abigailhines (Abigail M. Hines, a middle school student from Indiana, U.S.A.)

Vainqueur de 2002 :
- (13434) Adamquade (Adam Robert Quade, a middle school student from Minnesota, U.S.A.)

Vainqueur de 2003 :
- (19564) Ajburnetti (Anthony James Burnetti, a middle school student from Maryland, U.S.A.)

Vainqueur de 2004 :
- (20503) Adamtazi (Adam Ryoma Tazi, a middle school student from Florida, U.S.A.)

Vainqueurs de 2005 :
- (21850) Abshir (Iftin Mohamed Abshir, a middle school student from Colorado, U.S.A.)
- (21933) Aaronrozon (Aaron Alexander Rozon, a middle school student from Hawaii, U.S.A.)

Vainqueurs de 2006 :
- (22638) Abdulla (Almas Ugurgizi Abdulla, a middle school student from Florida, U.S.A.)
- (22656) Aaronburrows (Aaron Phillip Burrows, a middle school student from Texas, U.S.A.)

Vainqueurs de 2007 :
- (23768) Abu-Rmaileh (Muhammad Akef Abu-Rmaileh, a middle school student from Arkansas, U.S.A.)
- (23924) Premt (Prem Thottumkara, a middle school student from Illinois, U.S.A)

### Intel International Science and Engineering Fair
Vainqueurs de 2002 :
- (10237) Adzic (Vladislav Adzic, high school student from New York, U.S.A.)
- (11685) Adamcurry (Adam Michael Curry, high school student from Colorado, U.S.A.)
- (11697) Estrella (Allan Noriel Estrella, high school student from Manila, Philippines)
- (12088) Macalintal (Jeric Valles Macalintal, high school student from Manila, Philippines)
- (12522) Rara (Prem Vilas Fortran Rara, high school student from Iligan, Philippines)
- (12553) Aaronritter (Aaron M. Ritter, high school student from Indiana, U.S.A.)
- (13241) Biyo (Josette Biyo, high school teacher from Iloilo, Philippines)

Vainqueurs de 2003 :
- (16999) Ajstewart (Andrew James Stewart, high school student from NSW, Australia)
- (17984) Ahantonioli (Alexandra Hope Antonioli, high school student from Montana, U.S.A.)
- (18084) Adamwohl (Adam Richard Wohl, high school student from North Dakota, U.S.A.)
- (18142) Adamsidman (Adam Daniel Sidman, high school student from Colorado, U.S.A.)
- (18796) Acosta (Iyen Abdon Acosta, high school student from Maryland, U.S.A.)
- (19444) Addicott (Charles Michael Addicott, high school student from Florida, U.S.A.)
- (19488) Abramcoley (Abram Levi Coley, high school student from Montana, U.S.A.)
- (21395) Albertofilho (Alberto Filho, a technical school teacher from Rio Grande Do Sul, Brasil)

Vainqueurs de 2004 :
- (20780) Chanyikhei (Chan Yik Hei, high school student from Hong Kong, China)
- (20813) Aakashshah (Aakash Shah, high school student from New Jersey, U.S.A.)

Vainqueurs de 2005 :
- (21483) Abdulrasool (Ameen Abdulrasool, high school student from Illinois, U.S.A.)
- (21712) Obaid (Sami Obaid, college student from Québec, Canada.)
- (21758) Adrianveres (Adrian Veres, high school student from Québec, Canada)

Vainqueurs de 2006 :
- (21400) Ahdout (Zimra Payvand Ahdout, high school student from New York, U.S.A.)
- (21623) Albertshieh (Albert David Shieh, high school student from Arizona, U.S.A.)
- (21725) Zhongyuechen (Zhong Yuechen, Middle School student from Beijing, China)

Vainqueurs de 2007 :
- (23113) Aaronhakim (Aaron Hakim, high school student from Ontario, Canada)
- (23238) Ocasio-Cortez (Alexandria Ocasio-Cortez, high school student from New York, U.S.A.)
- (23306) Adamfields (Adam Chaplin Fields, high school student from New York, U.S.A.)

Vainqueurs de 2008 :
- (24520) Abramson (Ronit Batya Roth Abramson, high school student from California, U.S.A.)
- (24346) Lehienphan (Le Hien Thi Phan, high school student from Georgia, U.S.A.)

Vainqueurs de 2009 :
- (25638) Ahissar (Shira Ahissar, high school student from Rehovot, Israel.)
- (25642) Adiseshan (Tara Anjali Adiseshan, high school student from Virginia, U.S.A.)
- (25677) Aaronenten (Aaron Christopher Enten, high school student from Florida, U.S.A.)

Vainqueurs de 2010 :
- (26386) Adelinacozma (Adelina Corina Cozma, high school student from Ontario, Canada)
- (26447) Akrishnan (Akash Krishnan, high school student from Oregon, U.S.A.)
- (26462) Albertcui (Albert Cui, high school student from Utah, U.S.A.)
- (26544) Ajjarapu (Avanthi Sai Ajjarapu, high school student from Iowa, U.S.A.)
- (26557) Aakritijain (Aakriti Jain, high school student from California, U.S.A.)
- (26737) Adambradley (Adam Bradley Halverson, high school student from South Dakota, U.S.A.)
- (26740) Camacho (Martin Ayalde Camacho, high school student from Minnesota, U.S.A.)
- (28400) Morgansinko (Morgan Walker Sinko, high school student from Texas. U.S.A.)

Vainqueurs de 2011 :
- (28439) Miguelreyes (Miguel Arnold Silverio Reyes, high school student from Quezon City, Philippines)
- (28442) Nicholashuey (Nicholas Michael Huey, high school student from Missouri, U.S.A.)
- (28443) Crisara (Alexander Raymond Crisara, high school student from Texas, U.S.A.)
- (28444) Alexrabii (Jahan Rabii, high school student from Texas, U.S.A.)
- (28446) Davlantes (Christopher Joseph Davlantes, high school student from Florida, U.S.A.)
- (28447) Arjunmathur (Arjun Mathur, high school student from Florida, U.S.A.)
- (28449) Ericlau (Eric Lau, high school student from Georgia, U.S.A.)
- (28450) Saravolz (Sara Ellen Volz, high school student from Colorado, U.S.A.)
- (28451) Tylerhoward (Tyler Trettel Howard, high school student from Kansas, U.S.A.)
- (28452) Natkondamuri (Nathan Sai Kondamuri, high school student from Indiana, U.S.A.)
- (28453) Alexcecil (Alexander Michael Cecil, high school student from North Carolina, U.S.A.)
- (28511) Marggraff (Blake Christopher Marggraff, high school student from California, U.S.A.)

### Intel Science Talent Search
- 2002 Winners
  - (16113) Ahmed (Tahir Ahmed, high school student from New York, U.S.A.)
  - (16215) Venkatraman (Dheera Venkatraman, high school senior)
  - (16214) Venkatachalam (Vivek Venkatachalam, high school senior)
  - (16238) Chappe (Sean Chappe, high school teacher from New Jersey, U.S.A.)
- 2003 Winners
  - (15421) Adammalin (Adam Mikah Malin, a high school senior from New York, U.S.A.)
- 2005 Winners
  - (21411) Abifraeman (Abigail Ann Fraeman, a high school senior from Maryland, U.S.A.)
  - (21413) Albertsao (Albert Tsao, a high school senior from Massachusetts, U.S.A.)
- 2006 Winners
  - (22551) Adamsolomon (Adam Ross Solomon, a high school senior from New York, U.S.A.)
- 2008 Winners
  - (24121) Achandran (Ashok Chandran, a high school senior from New York, U.S.A.)
- 2009 Winners
  - (25410) Abejar (Patrick Jeffrey Abejar, a high school senior from New York, U.S.A.)
  - (25422) Abigreene (Abigail Sara Greene, a high school senior from New York, U.S.A.)
- 2010 Winners
  - (25966) Akhilmathew (Akhil Mathew, a high school senior from New Jersey, U.S.A.)
  - (25979) Alansage (Alan Robert Sage, a high school senior from New York, U.S.A.)
  - (27239) O'Dorney (Evan Michael O'Dorney, a high school senior from California, U.S.A.)
- 2011 Winners
  - (27072) Aggarwal (Amol Aggarwal, a high school senior from California, U.S.A.)
  - (27257) Tang-Quan (David Tang-Quan, a high school senior from California, U.S.A)
- 2012 Winners
  - (26200) Van Doren (Benjamin Van Doren, a high school senior from New York, U.S.A.)

## Éditeurs
- (305) Gordonia (James Gordon Bennett junior, éditeur du New York Herald)
- (6282) Edwelda (Edwin L. Aguirre et Imelda B. Joson, astronomes philippins et éditeurs au journal Sky & Telescope)
- Éditeurs du magazine japonais mensuel d'astronomie Gekkan Tenmon Guide :
  - (9067) Katsuno (Gentaro Katsuno)
  - (11928) Akimotohiro (Hiroyuki Akimoto)

## Proches de découvreurs
- (915) Cosette (Cosette, fille du découvreur (et non le personnage du roman Les Misérables)
- (3044) Saltykov (Nikita Saltykov, un des grands-pères des découvreurs)
- (10588) Adamcrandall (Adam Crandall Rees, le beau-fils du découvreur)
- (12848) Agostino (Agostino Boattini, le père du découvreur)
- (13691) Akie (Akie Asami, l'épouse du découvreur)
- (19524) Acaciacoleman (Acacia Coleman, la petite-fille du découvreur)
- (60001) Adélka (Adélka Kotková, la fille de la découvreuse)

## Fossiles
- (32605) Lucy, Lucy, fossile d'Australopithecus afarensis
- (152830) Dinkinesh, également nommé d'après Lucy (Dinkinesh est le nom amharique de Lucy)

## Autres

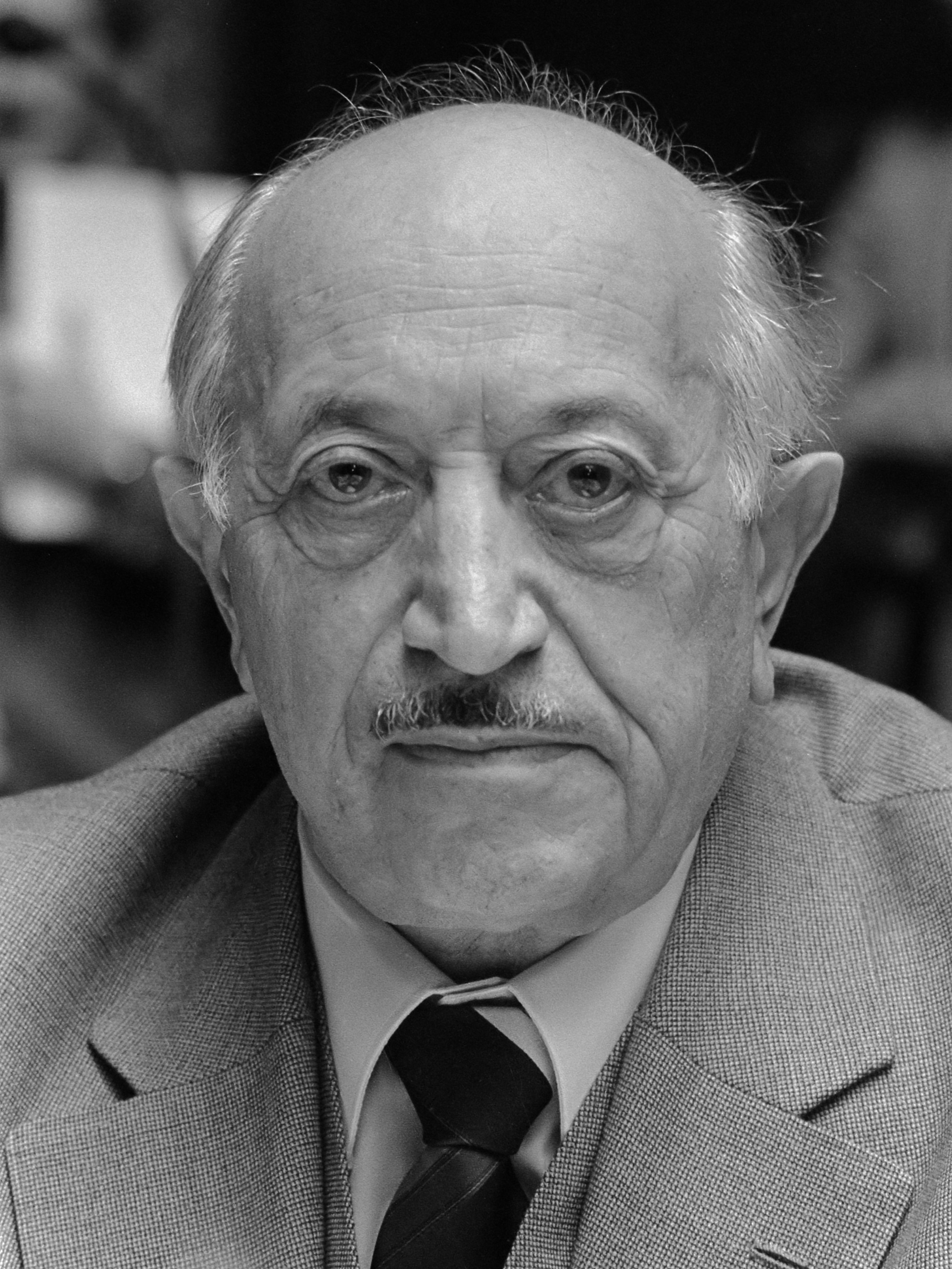
Simon Wiesenthal

- (83) Beatrix (Beatrice Portinari, immortalisée dans la Divine Comédie de Dante)
- (156) Xanthippe (Xanthippe, femme de Socrate)
- (323) Brucia (Catherine Wolfe Bruce, philanthrope dans le domaine de l'astronomie)
- (609) Fulvia (Fulvia, femme de Marc Antoine)
- (719) Albert (Albert Salomon von Rothschild, banquier et bienfaiteur de l'observatoire de Vienne)
- (904) Rockefellia (John D. Rockefeller, philanthrope)
- (1038) Tuckia (Edward Tuck, philanthrope)
- (1462) Zamenhof (Ludwik Lejzer Zamenhof, père de l'espéranto)
- (3018) Godiva (Lady Godiva)
- (3147) Samantha (Samantha Smith, ambassadrice de la paix)
- (4318) Baťa (Tomáš Baťa, fondateur de Bata)
- (4487) Pocahontas (Pocahontas)
- (4987) Flamsteed (Ethelwin ("Win") Frances Flamsteed Moffatt, un descendant direct du frère de John Flamsteed, le premier Astronome royal d'Angleterre)
- (7166) Kennedy (Malcolm Kennedy, secretary of the Astronomical Society of Glasgow)
- (19718) Albertjarvis (Albert G. Jarvis, inventeur)
- (69275) Wiesenthal (Simon Wiesenthal, chasseur de nazis)
- (80652) Albertoangela (Alberto Angela, paléontologue italien)
- (316201) Malala (Malala Yousafzai, militante pakistanaise des droits des femmes)

## Personnages de fiction

### Personnages de fictions classiques
- (92) Ondine (Ondine, héroïne du conte Ondine de Friedrich de la Motte-Fouqué)
- (264) Libussa (Libuše, prophétesse mythique de Bohême)
- (1143) Odyssée (Odyssée, plus communément appelé Ulysse en français, roi légendaire d'Ithaque ; cf. aussi (5254) Ulysse)
- (2041) Lancelot (Lancelot, chevalier arthurien)
- (2082) Galaad (Galahad, chevalier arthurien)
- (2483) Guenièvre (Guenièvre, reine du roi Arthur)
- (2597) Arthur (Roi Arthur, roi légendaire d'Angleterre)
- (2598) Merlin (Merlin, magicien qui aida le roi Arthur)
- (3102) Krok (Krok, duc mythique de Bohême, père de Libuše, Kazi et Teta)
- (3552) Don Quixote (Don Quichotte, héros du roman El Ingenioso Hidalgo Don Quixote de la Mancha de Miguel de Cervantes)
- (4086) Podalire (Podalire, héros de la guerre de Troie)
- (5254) Ulysse (Ulysse, roi légendaire d'Ithaque ; cf. (1143) Odyssée)
- (5797) Bivoj (Bivoj, héros mythique de Bohême)
- (7695) Přemysl (Přemysl le laboureur, fondateur mythique de la dynastie des Přemyslides)
- (9551) Kazi (Kazi, guérisseuse mythique de Bohême, sœur de Libuše et de Teta)
- (9713) Œax (Œax, fils de Nauplius d'Eubée et frère de Palamède)
- (10764) Rübezahl (Rübezahl, en tchèque : Krakonoš, géant des monts des Géants)
- (12927) Pinocchio (Pinocchio, personnage du roman pour enfants : Les Aventures de Pinocchio (1883) par l'écrivain italien Carlo Collodi.
- (15374) Teta (Teta, magicienne mythique de Bohême, sœur de Libuše et de Kasi)
- (24601) Valjean (Jean Valjean, personnage du roman Les Misérables de Victor Hugo)
- (38086) Beowulf (Beowulf, personnage du poème du même nom)

### Personnages de fictions modernes

#### Divers
- (1683) Castafiore (la diva dans Les Aventures de Tintin d'Hergé)
- (2309) Mr. Spock (Mr. Spock, le fameux Vulcain)
- (2521) Heidi (personnage du roman Heidi de Johanna Spyri)
- (4512) Sinuhe (héros de Sinouhé l'Égyptien de Mika Waltari)
- (242492) Fantômas (Fantômas)
- (327082) Tournesol (Professeur Tournesol, savant dans Les Aventures de Tintin d'Hergé)

#### Personnages créés parArthur Conan Doyle
- (5048) Moriarty (Professeur Moriarty, pire ennemi de Sherlock Holmes)
- (5049) Sherlock (Sherlock Holmes, détective)
- (5050) Doctorwatson (Docteur Watson, compagnon de Sherlock Holmes)

#### Personnages créés parLewis CarrolldansAlice au pays des merveilles
- (6042) Cheshirecat (le Chat du Cheshire)
- (6735) Madhatter (le Chapelier fou)
- (6736) Marchare (le Lièvre de mars)

#### Bêtes fabuleuses décrites ou mentionnées parLewis CarrolldansJabberwocky
- (7470) Jabberwock (the Jabberwock)

#### Autres
- (7796) Járacimrman (Jára Cimrman, un génie tchèque de fiction)
- (7896) Švejk (Josef Švejk, le bon soldat)
- (9007) James Bond (James Bond, espion de fiction créé par Ian Fleming)
- (12410) Donald Duck (Donald Duck, un animal de dessins animés comiques créé 1934 par Walt Disney Productions
- (12448) Mr. Tompkins (M. Tompkins, héros des livres de vulgarisation scientifique de George Gamow)
- (12796) Kamenrider (Kamen Rider, héros japonais créé par Shotaro Ishinomori)
- (18610) Arthurdent (Arthur Dent, protagoniste de la série Le Guide du voyageur galactique)
- (20496) Jeník (Jeník, héros de l'opéra Prodaná nevěsta de Bedřich Smetana)
- (20497) Mařenka (Mařenka, héros de l'opéra Prodaná nevěsta de Bedřich Smetana)

#### Personnages de bande dessinée deGoscinnyetUderzo
- (29401) Asterix (Asterix)
- (29402) Obelix (Obélix)
- (35269) Idéfix (Idéfix)
- (35268) Panoramix (Panoramix)

#### Autres
- (29471) Spejbl (Spejbl, marionnette créée par Josef Skupa)
- (29472) Hurvínek (Hurvínek, fils de Spejbl, marionnette créée par Josef Skupa)
- (33377) Večerníček (Večerníček, personnage animé invitant les enfants tchèques à regarder des contes de fée télévisés)
- (58345) Moomintroll (Moomintroll, héros des livres de Tove Jansson)
- (238817) Titeuf (Titeuf)